# Dunkin' Donuts

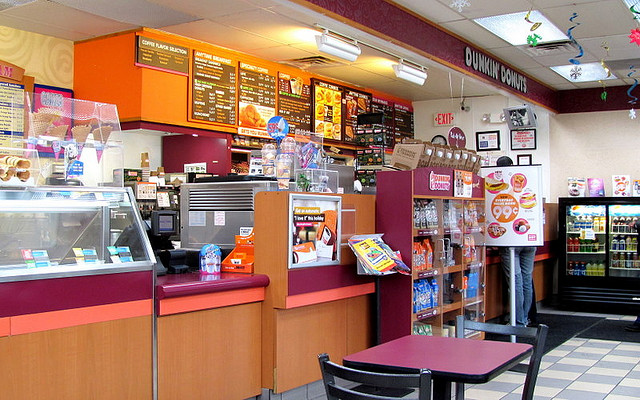
Inuti en Dunkin' Donuts i Chicago.

Dunkin' Donuts LLC, skrivs även Dunkin' och med initialerna DD, är en amerikansk multinationell munktillverkare och kafé.
Grundaren William Rosenberg öppnade sitt första kafé 1948 i Quincy i Massachusetts under namnet Open Kettle. År 1950 döptes det om till Dunkin' Donuts.

## Dunkin' Donuts Center
År 2001 köpte Dunkin' Donuts namnet på arenan Providence Civic Center i Providence i Rhode Island och den fick namnet "Dunkin' Donuts Center". Den används idag främst för basket och ishockey. Arenan har en kapacitet på 12 400 platser när det spelas basket och 11 940 när det spelas ishockey.

## Dunkin' Donuts i världen

De länder där Dunkin' Donuts har kaféer är markerade med rosa färg. Blå är kaféer som endast finns på militärbaser. Svart är före detta kaféer, och orange är där de planerar att lägga kaféer.

Dunkin' Donuts har kaféer i 40 länder runt om i världen.

## Dunkin' Donuts i Europa
I Europa finns det kaféer i Storbritannien, Bulgarien, Ryssland, Spanien, Tyskland och Nederländerna.
Den 5 december 2014 öppnade Dunkin' Donuts sitt första kafé i Sverige, i Täby Centrum i Täby strax utanför Stockholm.
I maj 2015 öppnade Dunkin' Donuts i Kista Galleria. De har även öppnat tre kaféer i Skärholmen Centrum, Mall of Scandinavia och Gallerian. Dunkin' Donuts planerade att öppna mellan 30 och 50 kaféer runt om i Sverige, men gick i juli 2018 i konkurs, med resultatet att fem butiker och två "shop in shops" fick stängas.

## Slogans
Dunkin' Donuts har haft många slogans/motton genom tiderna. Deras  nuvarande är "America Runs On Dunkin'" som de har haft sedan februari 2006, och på svenska översätts till "Amerika går på Dunkin'". Det originella mottot är "Sounds Good, Tastes Even Better", som på svenska blir "Låter bra, smakar ännu bättre". 
Föregående slogans:
- Only at Dunkin' Donuts (1950– 31 Mars, 1991)
- The Place for Donuts and Coffee (1950–1964, sekundär)
- America's Favorite Donut and Coffee Shop (1964–1967, sekundär)
- America's Favorite Donut Shop (1967–1968, sekundär)
- America's Donut Shop (1968–1973, sekundär)
- America's Dunkin' (1973–1976, sekundär)
- Always Dunkin' (1976–1979, sekundär)
- It's Worth the Trip (1979–1990, sekundär) (1997–1999, primär)
- Time to Make the Donuts (1979–1997)
- You Can't Get Better Tasting Coffee (osäkert datum)
- You're Dunkin' (1980–1993, sekundär)
- You're Still Dunkin' (1993–1997, sekundär)
- Something Fresh is Always Brewin' Here (1997–1998)
- Loosen Up a Little (2000)
- One Taste and You'll Understand (2001)
- Just the Thing (2002–2004)
- Bring Yourself Back (2004–Februari 2006)
- America Runs on Dunkin' (2007 primär)
- Gets you Runnin' (2007 sekundär)